# Lembang (Leles)
Lembang is een bestuurslaag in het regentschap Garut van de provincie West-Java, Indonesië. Lembang telt 5280 inwoners (volkstelling 2010).